# (73013) 2002 EZ45
(73013) 2002 EZ45 – planetoida z pasa głównego asteroid okrążająca Słońce w ciągu 3,68 lat w średniej odległości 2,38 j.a. Odkryta 11 marca 2002 roku.